# North (Everon)
North is het zevende studioalbum van de Duitse muziekgroep Everon. Everong speelt progressieve rock neigend naar progressieve metal, de stevige sectie van de progressieve rock. Het duurde lang dat er een opvolger van Flesh kwam, Philipps was ziek en hij was en is de belangrijkste man binnen de band. Het album is opgenomen in de Spacelab Studio, die eigendom is van Philipps en Moos en gevestigd is in Grefrath-Oedt, maar waar andere artiesten ook hun muziek kunnen opnemen. Dat is een andere reden dat dit album wat lang op zich heeft laten wachten. Het album was voltooid op 27 november 2007 en werd daarna gemasterd door een bekende binnen de Duitse progressieve rock: Eroc van Grobschnitt.

## Musici
- Ulli Hoever: gitaar
- Christian Moos: slagwerk
- Oliver Philipps: zang, piano, keyboard, gitaar
- Schymy: basgitaar

Met medewerking van:
- Rupert Gillet: cello op Test Of Time, Wasn't it good en From Where I Stand
- Judith Stuber: zang op Islanders

## Composities
Allen geschreven door Philipps:
1. Hands (5:11)
2. Brief Encounter (6:51)
3. From Where I Stand (5:55)
4. Test Of Time (5:03)
5. North (5:03)
6. South Of London (4:04)
7. Wasn't It Good (6:34)
8. Woodworks (3:24)
9. Islanders (4:18)
10. Running (5:00)